# Запис Милутиновића орах (Љубић)
Запис Милутиновића орах (Љубић) се налази на парцели чији је власник Милутиновић Марко.

## Локација
| Општина             | Кнић                                                                        |
| Катастарска општина | Љубић                                                                       |
| Потес               | Дебељак                                                                     |
| Координате          | 43° 55′ 08″ С; 20° 46′ 18″ И / 43.918799999999997° С; 20.771699999999999° И |
| Надморска висина    | 0m                                                                          |

## Карактеристике
Дендрометријске вредности утврђене на терену и сателитским снимцима:
| Стабло                     | Орах |
| Висина стабла              | m    |
| Обим дебла                 | m    |
| Пречник крошње             | 1m   |
| Пречник дебла              | m    |
| Висина дебла до прве гране | m    |

## База записа
Запис је у оквиру Викимедија пројекта "Запис - Свето дрво" заведен под редним бројем 0600.